# نهر تشاندليس
نهر تشاندلس هو نهر في ولاية أكري غرب البرازيل، سمي على اسم المستكشف البريطاني وليام تشاندليس، وهو رافد لنهر بوروس.
ينبع النهر من بيرو، ويتدفق في اتجاه الشمال الشرقي عبر منتزه تشاندليس الحكومي الذي تم إنشائه في عام 2004، والذي يحمي مساحة من الغابات المطيرة التي تحتوي على أنواع مختلفة من النباتات والحيوانات. تشكل كوتشيكا الحدود الشمالية للحديقة إلى النقطة التي تنضم فيها إلى تشاندلس. ينضم تشاندلس إلى بوروس إلى الشمال من المتنزه.